# Čužoj bereg
Čužoj bereg (Чужой берег) è un film del 1930 diretto da Mark Semënovič Donskoj. Il film è andato perduto.